# Shruti Naik
Shruti Naik es una científica estadounidense de origen indio reconocida por su investigación interdisciplinaria en inmunología y biología de células madre adultas. Es profesora asociada de Dermatología, Inmunología e Inmunoterapia e investigadora del Instituto de Medicina Regenerativa de la Facultad de Medicina Icahn de Mount Sinai, y directora del Programa de Reparación de Tejidos. Su laboratorio combina enfoques de los campos de la inmunología, la microbiología, la biología de las células madre y la biología del cáncer con tecnologías punteras de imagen y secuenciación para descubrir nuevas formas de tratar las enfermedades inflamatorias.
Los descubrimientos de Naik han recibido reconocimiento internacional. Entre sus reconocimientos se incluyen el premio Regeneron a la Innovación Creativa, el Premio L'Oréal-UNESCO para las Mujeres en la Ciencia, los premios Blavatnik regionales de 2018 para Jóvenes Científicos y el premio Internacional Takeda a la Innovación en Regeneración. Naik fue nombrada becaria Packard por su investigación sobre los mecanismos moleculares que sustentan la función de las células madre de los tejidos. También ha recibido el Premio al Nuevo Innovador del Director de los NIH y ha sido nombrada becaria Pew-Stewart e investigadora Robertson de la Fundación de Células Madre de Nueva York. Más recientemente, ha sido galardonada con el prestigioso Premio de la Fundación LEO. 

## Primeros años y educación
Naik nació en la India y se mudó a Estados Unidos a los doce años. Afrontó el choque cultural con humor y aspiraba a ser cómica. Mientras estudiaba secundaria, Naik conoció la historia de la Dra. Bonnie Bassler, bióloga de la Universidad de Princeton, que trabajaba en los mecanismos de detección de quórum que hacen brillar a las bacterias. Tras ver a Bassler en televisión, Naik decidió que quería ser bióloga y recibió clases de microbiología en el instituto.
Naik era una estudiante universitaria en la Universidad de Maryland, College Park, donde se especializó en biología celular y molecular. Como estudiante universitaria, Naik trabajó en el laboratorio de la Administración de Alimentos y Medicamentos en la identificación de microbios responsables de brotes relacionados con los alimentos. Después de graduarse, Naik fue designada al Centro de Investigación Médica Naval, donde investigó las respuestas inmunes a las lesiones cerebrales traumáticas.
Naik se doctoró en la Universidad de Pensilvania bajo la supervisión de las doctoras Yasmine Belkaid y Julie Segre. Fue becaria postdoctoral de la Damon Runyon Cancer Research en el laboratorio de la doctora Elaine Fuchs en la Universidad Rockefeller.

## Carrera e investigación
Naik estudia cómo el sistema inmunitario mantiene la salud de nuestros tejidos y órganos a lo largo de la vida. En particular, está interesada en los órganos que interactúan con el entorno externo, como la piel, los pulmones y el intestino.  Ha investigado la inflamación y la regeneración de tejidos, las interacciones huésped-microbio y las enfermedades inflamatorias. Entre sus descubrimientos más notables se encuentran el hecho de que los microbios comensales o amistosos son necesarios para el correcto desarrollo y funcionamiento del sistema inmunitario de la piel, el descubrimiento de que las células madre de la piel pueden percibir y recordar la inflamación y la definición de nuevos factores inmunológicos que controlan la adaptación celular a la hipoxia en la reparación de heridas. En su laboratorio se están llevando a cabo descubrimientos fundamentales que pueden aprovecharse para tratar enfermedades inflamatorias como la psoriasis y la enfermedad inflamatoria intestinal, así como heridas que no cicatrizan y enfermedades infecciosas.
Naik ha recibido subvenciones de muchas organizaciones de reconocido prestigio, como los Institutos Nacionales de la Salud, Pew Charitable Trusts, la Fundación David y Lucile Packard, la Fundación Kenneth Rainin, la Fundación de Células Madre de Nueva York, la Fundación Nacional de Psoriasis y la Fundación LEO. Actualmente, forma parte del Consejo Científico Asesor de Seed y Keystone Symposia. En 2024, Naik fue elegida directora del consejo de la Society for Investigative Dermatology.
Nuestros hermanos microbianos
El trabajo pionero de Naik como estudiante de posgrado abrió un nuevo campo de estudio sobre las interacciones entre los comensales de la piel y las células inmunitarias residentes, y subrayó la importancia de este diálogo en la inmunidad cutánea. Descubrió que los microbios autóctonos adoptan modos de interacción específicos de los tejidos con el huésped para dirigir la función de las células inmunitarias cutáneas. Continuando esta línea de investigación, descubrió que ciertas especies comensales son capaces de provocar un subconjunto único de células T CD8 productoras de IL-17A (Tc17), lo que sugiere que el mantenimiento de comunidades complejas de comensales es necesario para mantener un repertorio diverso de la función inmune. A continuación, identificó los subconjuntos de células dendríticas necesarios para detectar comensales e inducir Tc17 a largo plazo. Es importante destacar que este diálogo tiene lugar en ausencia de inflamación manifiesta en la piel sana. Así, su trabajo reveló un nuevo tipo de respuesta inmunitaria «homeostática» que calibra continuamente la inmunidad de barrera a las señales de los comensales.
Cómo las células recuerdan la inflamación
El estudio de Naik sobre las células madre de la piel fue el primero en identificar cómo la piel recuerda las lesiones y la exposición a irritantes, demostrando que las células madre epiteliales de larga vida de la piel codifican una memoria de estímulos inflamatorios. La exposición repetida puede cambiar el paisaje genético de las células madre, haciéndolas responder más rápidamente la próxima vez que se enfrenten a una agresión. Esta respuesta puede ser beneficiosa, ya que permite una cicatrización más rápida de las heridas, o perjudicial, ya que puede favorecer la aparición de enfermedades inflamatorias de la piel como la psoriasis. Naik prosigue este trabajo para comprender cómo todos los tipos diferentes de células de un tejido complejo pueden experimentar y recordar la inflamación y si tales recuerdos pueden manipularse para promover la salud.
Inmunidad en la reparación de heridas y enfermedades inflamatorias
Entre los últimos avances del laboratorio de Naik en el campo de la inmunología, cabe destacar el modo en que el sistema inmunitario permite que las células se adapten a la hipoxia, la interacción entre el sistema inmunitario y los tejidos en los procesos de regeneración y reparación, la estratificación transcriptómica espacial de la gravedad de la psoriasis y la innovación emergente en medicina regenerativa. En particular, los hallazgos de Naik sobre la hipoxia pusieron en entredicho la creencia ampliamente aceptada durante mucho tiempo de que la hipoxia era suficiente para inducir de forma autónoma la adaptación mediada por el gen HIF1α. En su lugar, descubrieron que una señal secundaria de las células inmunitarias asociadas a la reparación era esencial para activar el gen HIF1α en presencia de hipoxia. Estos hallazgos tienen profundas implicaciones para la adaptación celular en una serie de enfermedades asociadas al daño, como heridas que no cicatrizan, cánceres y afecciones inflamatorias. El trabajo de Naik para entender cómo los factores inflamatorios promueven la reparación tisular es fundamental para comprender los estados de enfermedad que se ven impulsados por el daño tisular mediado por el sistema inmunitario. Este trabajo puede conducir al desarrollo de terapias regenerativas para enfermedades inflamatorias e infecciosas que promuevan la reparación tisular multisistémica.

## Divulgación científica
Naik no solo ha hablado de sus objetivos como científica («descubrir y mejorar la salud humana»), sino también como persona para hacer la ciencia más accesible al mundo. Naik ha demostrado un compromiso constante con la divulgación científica, la tutoría y la defensa de las mujeres y otros grupos infrarrepresentados en STEM. Ha aparecido en NBC, Inflection Point de NPR, Forbes Magazine y WIRED. También ha participado como ponente en varios seminarios sobre carreras profesionales centrados en la reducción de las barreras institucionales. Además, asesora a personas en distintas etapas de su carrera, como estudiantes visitantes de secundaria, estudiantes en prácticas, doctorandos, becarios posdoctorales, investigadores profesionales y profesores.
Naik habló con la NBC sobre su trayectoria como mujer de color en la ciencia: «Ser una mujer de color en la ciencia conlleva sus propios retos, por lo que a menudo me encuentro en salas donde hay muy pocas personas que se parezcan a mí. Y durante mucho tiempo esto fue muy duro, porque siempre miraba alrededor de la sala y me preguntaba: "¿Estoy fuera de lugar hablando, haciendo una pregunta o expresando mi opinión?". Lo superé alzando la voz, siendo la primera persona de la sala en hacer una pregunta...». Apoyar a las mujeres y a las minorías infrarrepresentadas es importante para tener puntos de vista diversos, porque el descubrimiento a un nivel muy fundamental exige diversidad».
Naik también es productora ejecutiva de “Six Degrees From Science”, un largometraje documental actualmente en producción que sigue a apasionados científicos biomédicos que trabajan en entornos competitivos y con recursos limitados. .Explora los temas de las barreras institucionales y el impacto de estos retos en la ciencia.

## Premios y distinciones
- Premio Fellows a la Excelencia en Investigación de los NIH 2011
- Premio Asesor Académico para Mujeres Científicas de los NIH 2012
- Premio Fellows a la Excelencia en Investigación de los NIH 2012
- Premio al mejor artículo de 2012 del Grupo de Interés en Citocinas del NIH 2013
- Premio Regeneron a la Innovación Creativa 2015 de Regeneron Pharmaceuticals
- Premio L'Oréal-UNESCO 2016 para las Mujeres en la Ciencia[26]
- Ganadores del Premio Sartorius 2017[3]
- Premios Blavatnik 2018 para Jóvenes Científicos[10]
- Finalista de los Premios de Investigación de la Naturaleza 2018[27]
- Premio Damon Runyon Dale F. Frey 2018 para científicos innovadores[28]
- Premio Tri-Institucional Breakout 2018[29]
- Ganador del Premio Takeda a los Innovadores en Ciencia 2019 en la categoría de Carrera Temprana[30]
- Premio de Investigación Dra. Marcia Robbins-Wilf de la Fundación del Cáncer de Piel 2019[31]
- Becario Packard 2020[1]
- Becario Pew Stewart 2020[32]
- Premio al Innovador DP2 del NIH 2020[33]
- Premio al Nuevo Innovador de la Fundación Kenneth Rainin 2021[34]
- Premio Regeneron a Nuevos Investigadores de la Sociedad Internacional de Citocinas e Interferón 2021[35]
- Investigador de células madre Robertson de la Fundación de Células Madre de Nueva York 2021[36]
- Premio a la Científica de Carrera Irma Hirschl-Weill-Caulier 2023
- Premio McClintock WiSE del Laboratorio Cold Spring Harbor 2023[37]
- Premio PATH Forward del Fondo Burroughs Wellcome 2023[38]
- Premio Fundación LEO 2024